# Saiful Rijal do Brunei
Saiful Rijal (Saiful Rehal, Saiful Rizal) foi o sétimo sultão de Brunei. Ele governou de 1533, desde a abdicação de seu tio, até sua morte em 1581. Durante seu reinado, a Guerra de Castela eclodiu em 1578. Ele foi sucedido por seu filho mais velho Shah Berunai. O sultão também era conhecido como Lixar e Sultan Nula Alan pelos espanhóis.

## Referência
1. ↑  Alip, Eufronio Melo (1950). Political and Cultural History of the Philippines: Since time began to British Occupation (em inglês). [S.l.]: Alip & Brion Publications